# Retarus
Retarus GmbH est une entreprise internationale spécialisée dans les technologies de l'information et de la communication dont le siège se trouve à Munich, en Allemagne. Fondée en 1992 par Martin Hager, Retarus fournit aux entreprises des services de messagerie basés sur le cloud,.
Retarus est une entreprise mondiale qui possède des agences et des centres de données en Europe, en Amérique du Nord, en Asie et en Australie.

## Histoire
Retarus a été fondée en 1992, en Allemagne, par Martin Hager, qui est actuellement le PDG de la société,,.
En 1994, Retarus a introduit des services de conseil en matière de fax et d'e-mail dans son offre principale, permettant la transmission de gros volumes de fax.
En 1998, Retarus a lancé un service de réveil gratuit sur www.weckruf.de. Il a rapidement attiré plus de 135 000 utilisateurs et a atteint son millionième appel en novembre de la même année. Sa popularité a attiré des publicitaires comme Amazon.de, Yellowmap et Unertl Weißbier, qui ont commencé à l'utiliser pour des spots de réveil, des bannières publicitaires et des notifications par e-mail,,.
En 2000, l'entreprise a élargi ses services en incluant des services d'e-mail. En 2008, elle a lancé des services de SMS dans le cadre de son offre. En 2010, Retarus a introduit des services de messagerie en cloud pour les revendeurs et les partenaires de distribution. En 2015, l'entreprise a ouvert des centres de données en Asie et en Australie pour une expansion mondiale,,. En 2019, elle a fondé une nouvelle filiale locale en Roumanie. Elle a inauguré son 15ème agence, situé à Timișoara,. En 2021, une filiale a été créée à Lisbonne (Portugal).
En 2022, Retarus a conclu un partenariat avec DE-CIX, un opérateur de nœuds Internet neutres vis-à-vis des opérateurs et des centres de données. Cela permet aux utilisateurs de DE-CIX de communiquer à travers le cloud de Retarus via une connexion directe privée qui contourne l'Internet public. Cette connexion privée est une alternative plus sûre au VPN (Virtual Private Networking), au MPLS (Multiprotocol Label Switching) ou aux lignes privées louées,,.

## Activités
Retarus GmbH est spécialisée dans les services de communication B2B basés sur le cloud, et se concentre sur les services cloud pour les e-mails, les fax, les SMS et l'EDI. Les domaines d'activité de l'entreprise incluent la messagerie en cloud (e-mail, fax et SMS livrés via le cloud), la sécurité des e-mails (protection contre les spams, les logiciels malveillants et le phishing grâce à des systèmes de sécurité et des technologies de filtrage), les services de fax (prise en charge du fax numérique et traditionnel), les services de SMS (permettant l'envoi/la réception de messages pour le marketing, les notifications et les alertes) et l'EDI (échange d'informations entre les systèmes de la chaîne d'approvisionnement).
Retarus mène souvent des enquêtes par e-mail qui font l'objet d'articles dans les journaux. Par exemple, en 2008, le Frankfurter Allgemeine Zeitung a cité les recherches de Retarus sur les spams, rapportant que plus de 98 % des e-mails étaient des spams.
En 2019, Retarus a mené une autre enquête, également rapportée par FAZ, qui a révélé que l'utilisation du fax augmentait parmi les entreprises cotées au DAX. Le nombre d'entreprises utilisant le fax a augmenté de 17 % par rapport à 2018,,.